# Малі Бікшихи
Малі Бі́кшихи (рос. Малые Бикшихи, чув. Уçырма) — присілок у складі Канаського району Чувашії, Росія. Адміністративний центр Малобікшихського сільського поселення.
Населення — 1470 осіб (2010; 1475 у 2002).
Національний склад:
- чуваші — 96 %